# .gw
.gw ist die länderspezifische Top-Level-Domain (ccTLD) von Guinea-Bissau. Sie existiert seit dem 4. Februar 1997 und wird seit November 2014 von der DNS.pt betrieben.

## Geschichte
Zunächst konnte .gw nur von Privatpersonen und Unternehmen mit Sitz in Guinea-Bissau genutzt werden. Erst im August 2007 gab die Vergabestelle bekannt, die Top-Level-Domain weltweit ohne Einschränkung verfügbar machen zu wollen. Im Zuge der Öffnung wurde .gw zeitweise auch als Abkürzung für global web vermarktet.
Seitdem DNS.pt im November 2014 Betreiber der Top-Level-Domain wurde, können nur noch Firmen eine Domain erwerben. Für die Registrierung wird zudem verpflichtend eine Umsatzsteuer-Identifikationsnummer benötigt. Die Registrierung ist für zwei Jahre möglich und kostet 45,73 Euro (30.000 XOF).